# Provincia Helmand
Provincia Helmand (paștună: هلمند) este una dintre provinciile Afganistanului. Este localizată în partea sudică, la frontiera cu statul Pakistan. În sudul Afganistanului soldații britanici au dus cele mai sângeroase lupte cu insurgenții talibani între anii 2002-2011.